# Rampage Through Time
Rampage Through Time es un juego de acción de 2000 desarrollado por Avalanche Software y publicado por Midway Games. Es el cuarto juego de la serie Rampage y una secuela de Rampage 2: Universal Tour de 1999. En el juego, siete monstruos de Scumlabs anteriores y uno nuevo usan una máquina del tiempo para arrasar en el tiempo.

## Trama
El mundo se está reconstruyendo una vez más después de los eventos de Universal Tour. Para acelerar el proceso de limpieza, el malvado y corrupto Scumlabs crea una máquina del tiempo para enviar a los empleados al pasado para que se encarguen de la destrucción sin tener que hacerlo en el presente. Desafortunadamente, los monstruos de los juegos anteriores (George el mono, Lizzie el dinosaurio, Ralph el hombre lobo, Boris el rinoceronte, Curtis la rata y Ruby la langosta), de alguna manera han regresado a la Tierra, esta vez acompañados por un nuevo monstruo: Harley el jabalí. . Sorprenden a Scumlabs y entran en la máquina del tiempo, y comienzan a aterrorizar el pasado, el presente y el futuro, trayendo el caos al continuo espacio-tiempo. Más tarde, se crea una nave similar a un ovni para detener a los monstruos, solo para fallar. Los monstruos finalmente son derrotados.

## Jugabilidad
En el Modo Campaña, cada zona horaria consta de cuatro etapas. Los tres primeros consisten en el juego tradicional de Rampage, en el que el jugador debe destruir todos los edificios de cada ciudad mientras evita los ataques de las fuerzas enemigas. El modo Campaña solo se puede jugar con un jugador, pero la CPU seleccionará aleatoriamente otros dos monstruos para oponerse al jugador en esa zona horaria. Después de destruir cada ciudad, los tres monstruos reciben estrellas por infligir el mayor daño a edificios, personas y entre ellos.
La cuarta etapa es un minijuego multijugador que varía con cada zona horaria, generalmente como una parodia de juegos como Asteroids o Breakout. En el Modo Campaña, el jugador debe ganar estos minijuegos para continuar con el juego principal. Las estrellas ganadas en las etapas de Rampage también se traducen en puntos extra para los minijuegos, por lo que es importante ganar la mayor cantidad posible para aumentar las posibilidades de ganar.

## Recepción
El juego recibió críticas "desfavorables" según el sitio web de agregación de reseñas GameRankings.